# Cearadactylus

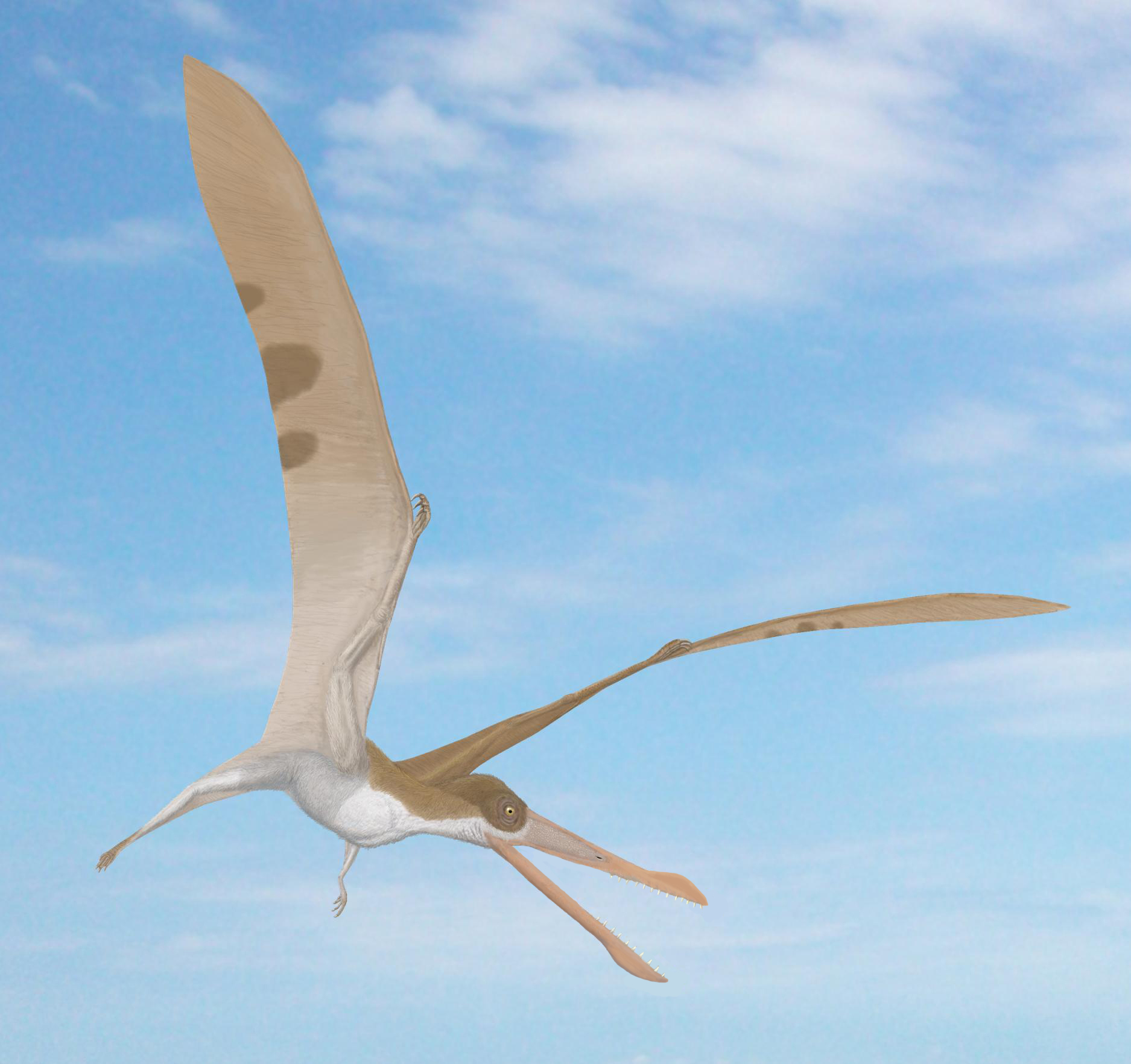
Cearadactylus atrox afgebeeld met kaken die gecorrigeerd zijn voor de nieuwe interpretatie

Cearadactylus is een geslacht van uitgestorven pterosauriërs, behorend tot de groep van de Pterodactyloidea, dat tijdens het Vroeg-Krijt leefde in het gebied van het huidige Brazilië. De typesoort is Cearadactylus atrox.

## Naamgeving en vondst
De typesoort Cearadactylus atrox werd in 1985 benoemd door Giuseppe Leonardi en Guido Borgomanero. De geslachtsnaam verbindt de naam van de deelstaat Ceará met het Klassiek Griekse daktylos, 'vinger', sinds Pterodactylus een gebruikelijk element in de namen van pterosauriërs gezien hun lange vleugelvinger. De soortaanduiding betekent 'afgrijselijk' in het Latijn, een verwijzing naar de schrikwekkende tanden voor in de kaken.
Het fossiel, holotype MN 7019-V (eerder CB-PV-F-O93), komt uit de Romualdogroep van de Santanaformatie (Albien, 110 miljoen jaar oud), en bestaat uit een schedel, 57 centimeter lang, met onderkaken. Het werd ontdekt toen de Italiaanse verzamelaar Borgomanero in 1983 een partij kalknodules aankocht van fossielenhandelaren. Indertijd was het pas de tweede pterosauriërschedel die in de formatie gevonden was. Het is niet helemaal duidelijk wie het fossiel prepareerde. Borgomanero haalde na voltooiing paleontoloog Leonardi erbij om de bijzondere vondst te bestuderen. Het fossiel bevond zich eerst in de Borgomanero-collectie (CB, Collezione Borgameno) maar is onlangs opnieuw geprepareerd door het Braziliaanse Museu Nacional waar het in de collectie is opgenomen.

## Beschrijving
Op verschillende plaatsen is het bot van de schedel zwaar beschadigd, vooral bovenop, wat een correcte beschrijving bemoeilijkt, mede omdat het niet mogelijk is gebleken het hele fossiel te prepareren. Het is onduidelijk of het exemplaar volgroeid was. Boven- en onderkaken staan in het fossiel iets uit elkaar wat de enorme grijpende tanden op hun voordeligst toont. De schedel is lang en vrij plat. Er waren volgens de oorspronkelijke beschrijving, voor zover waargenomen kon worden ondanks de beschadiging, geen kammen op aanwezig. De onderkaken leken hoger dan de schedel. Het voorste stuk van de kaken is verwijd om ruimte te bieden aan de grote robuust gebouwde tanden die naar buiten staan. Ook weken de kaakranden daar plots naar boven en beneden zodat ook verticaal meer ruimte gevormd wordt en een zogenaamde 'rosette' ontstaat, een aanpassing om een glibberige prooi te grijpen, zoals vis. De achterste tanden zijn veel kleiner. Er stonden volgens de eerste beschrijving vermoedelijk vijftien à zestien paar tanden in de bovenkaken en veertien in de onderkaken. De beschrijvers schatten de vleugelspanwijdte op zo'n vier meter; Peter Wellnhofer schatte het in 1991 op een 5,5 meter.
De recente nieuwe preparatie toonde aan dat er oorspronkelijk veel fouten gemaakt zijn. De snuit en de voorkant van de onderkaken waren verwisseld zodat het voorste deel van de kop ondersteboven gereconstrueerd was. De grootste tanden waren dus, net als bij de meeste pterosauriërs, in de bovenkaak aanwezig en niet in de onderkaak. Veel van de tanden waren overigens bij de eerste preparatie gerestaureerd waarbij hun lengte tot vrij onwaarschijnlijke afmetingen was toegenomen. De plotse verticale buiging van de kaakranden was een artefact van de foute samenvoeging van de beenderen: in werkelijkheid liep de rand geleidelijk door. Op de echte snuit bleek nu wel een middenkam aanwezig, hoewel het niet bekend is hoever die naar achteren doorliep. De correcte reconstructie stond toe nieuwe onderscheidende eigenschappen van het dier vast te stellen. Zo blijkt er zich geen kam op de onderkaken te bevinden. De groeve op het dentarium van de onderkaak loopt door tot de voorste punt en splitst zich daar. Neus en oogkas bevinden zich hoog in de schedel. Het aantal tanden in zowel boven- als onderkaak blijkt veertien te bedragen. De achterrand van de fenestra antorbitalis is recht. De nieuwe gegevens doen ook een nieuw licht schijnen op de verwantschappen van Cearadactylus.
Een herbeschrijving uit 2014 bevestigde grotendeels de conclusies uit 2010. Wel werd het aantal van de tanden herzien: dat werd nu geschat op zestien tot achttien in de bovenkaak en elf tot dertien in de onderkaak voor een totaal tussen de vierenvijftig en tweeënzestig.

## Fylogenie

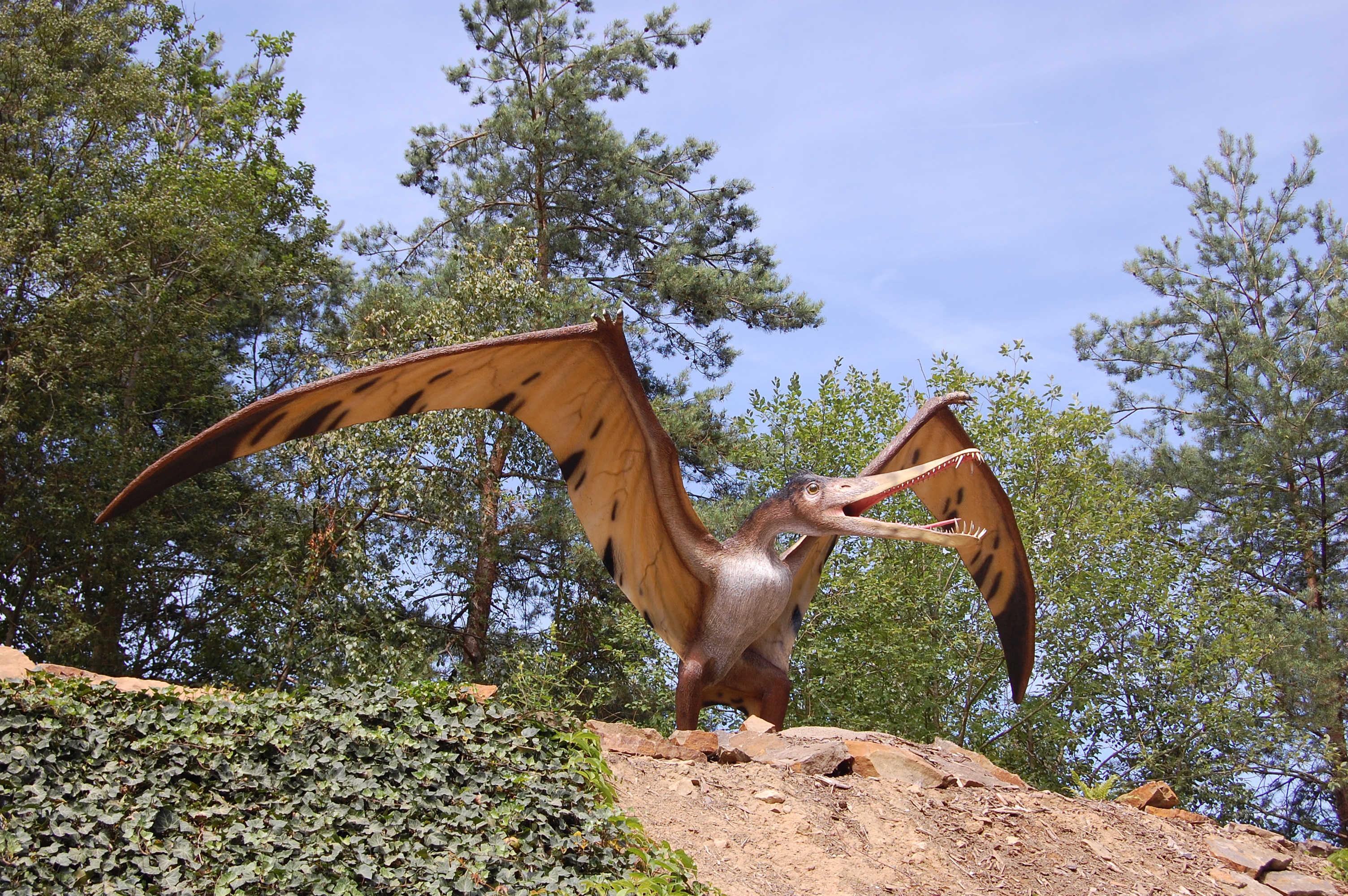
C. atrox met onrealistisch grote tanden

Leonardi dacht eerst met een lid van de Ornithocheiridae te maken te hebben. Bij de beschrijving echter onthield hij zich voorzichtigheidshalve van iedere plaatsing. Wellnhofer schiep in 1991 zelfs een aparte familie: de Cearadactylidae maar dat is geen gebruikelijk concept geworden. Alexander Kellner oordeelde in 2000 dat het dier zeker behoorde tot de Pteranodontoidea sensu Kellner, maar wegens het ontbreken van een kam, niet tot de Anhangueridae. In 2002 kwam David Unwin met de verrassende vaststelling dat Cearadactylus tot de Ctenochasmatidae behoorde en een terugkeer tot de levenswijze van viseter vertegenwoordigde voor een groep die verder sterk gespecialiseerd is in het filteren van kleine waterdiertjes. Dit is een omstreden hypothese.
In 2010 werden de resultaten van de nieuwe preparatie ingevoerd in verschillende gegevensverzamelingen die gebruikt zijn om een stamboom te berekenen. In die van Brian Andres viel Cearadactylus uit als het zustertaxon van de Anhangueridae, de laatste groep bestaande uit Anhanguera santanae, Anhanguera piscator, Anhanguera blittersdorffi, Tropeognathus mesembrinus en Liaoningopterus qui en al zijn afstammelingen. In de tweede dataset, die van Lü Junchang, vormde Cearadactylus een klade met Ludodactylus en Boreopterus die weer de zustergroep vormde van een tweede klade die Ornithocheirus, Coloborhynchus en Anhanguera omvatte. In de analyse van Kellner bleef Cearadactylus tot de Pteranodontoidea behoren, opnieuw als een verwant van de Anhangueridae, nu bestaande uit Tropeognathus mesembrinus, Anhanguera blittersdorffi, Anhanguera piscator en Anhanguera santanae. Een analyse uit 2014 bevestigde de resultaten van die van Andres.
Een analyse uit 2020 leverde het volgende kladogram op.
|  | Siroccopteryx |
|  |               |
|  | Tropeognathus |
|  |               |

|  | Mythunga   |
|  |            |
|  | Ferrodraco |
|  |            |

|  | Siroccopteryx |
|  |               |
|  | Tropeognathus |
|  |               |

|  | Mythunga   |
|  |            |
|  | Ferrodraco |
|  |            |

|  | Coloborhynchus                                                  |
|  |                                                                 |
|  | \| \| Nicorhynchus \| \| \| \| \| \| Uktenadactylus \| \| \| \| |
|  |                                                                 |
|  | Nicorhynchus                                                    |
|  |                                                                 |
|  | Uktenadactylus                                                  |
|  |                                                                 |

|  | Nicorhynchus   |
|  |                |
|  | Uktenadactylus |
|  |                |

|  | Coloborhynchus                                                  |
|  |                                                                 |
|  | \| \| Nicorhynchus \| \| \| \| \| \| Uktenadactylus \| \| \| \| |
|  |                                                                 |
|  | Nicorhynchus                                                    |
|  |                                                                 |
|  | Uktenadactylus                                                  |
|  |                                                                 |

|  | Nicorhynchus   |
|  |                |
|  | Uktenadactylus |
|  |                |

|  | Caulkicephalus |
|  |                |
|  | Guidraco       |
|  |                |
|  | Ludodactylus   |
|  |                |

|  | Liaoningopterus                                                 |
|  |                                                                 |
|  | \| \| Cearadactylus \| \| \| \| \| \| Maaradactylus \| \| \| \| |
|  |                                                                 |
|  | Anhanguera                                                      |
|  |                                                                 |
|  | Cearadactylus                                                   |
|  |                                                                 |
|  | Maaradactylus                                                   |
|  |                                                                 |

|  | Cearadactylus |
|  |               |
|  | Maaradactylus |
|  |               |

|  | Caulkicephalus |
|  |                |
|  | Guidraco       |
|  |                |
|  | Ludodactylus   |
|  |                |

|  | Liaoningopterus                                                 |
|  |                                                                 |
|  | \| \| Cearadactylus \| \| \| \| \| \| Maaradactylus \| \| \| \| |
|  |                                                                 |
|  | Anhanguera                                                      |
|  |                                                                 |
|  | Cearadactylus                                                   |
|  |                                                                 |
|  | Maaradactylus                                                   |
|  |                                                                 |

|  | Cearadactylus |
|  |               |
|  | Maaradactylus |
|  |               |

|  | Siroccopteryx |
|  |               |
|  | Tropeognathus |
|  |               |

|  | Mythunga   |
|  |            |
|  | Ferrodraco |
|  |            |

|  | Siroccopteryx |
|  |               |
|  | Tropeognathus |
|  |               |

|  | Mythunga   |
|  |            |
|  | Ferrodraco |
|  |            |

|  | Coloborhynchus                                                  |
|  |                                                                 |
|  | \| \| Nicorhynchus \| \| \| \| \| \| Uktenadactylus \| \| \| \| |
|  |                                                                 |
|  | Nicorhynchus                                                    |
|  |                                                                 |
|  | Uktenadactylus                                                  |
|  |                                                                 |

|  | Nicorhynchus   |
|  |                |
|  | Uktenadactylus |
|  |                |

|  | Coloborhynchus                                                  |
|  |                                                                 |
|  | \| \| Nicorhynchus \| \| \| \| \| \| Uktenadactylus \| \| \| \| |
|  |                                                                 |
|  | Nicorhynchus                                                    |
|  |                                                                 |
|  | Uktenadactylus                                                  |
|  |                                                                 |

|  | Nicorhynchus   |
|  |                |
|  | Uktenadactylus |
|  |                |

|  | Caulkicephalus |
|  |                |
|  | Guidraco       |
|  |                |
|  | Ludodactylus   |
|  |                |

|  | Liaoningopterus                                                 |
|  |                                                                 |
|  | \| \| Cearadactylus \| \| \| \| \| \| Maaradactylus \| \| \| \| |
|  |                                                                 |
|  | Anhanguera                                                      |
|  |                                                                 |
|  | Cearadactylus                                                   |
|  |                                                                 |
|  | Maaradactylus                                                   |
|  |                                                                 |

|  | Cearadactylus |
|  |               |
|  | Maaradactylus |
|  |               |

|  | Caulkicephalus |
|  |                |
|  | Guidraco       |
|  |                |
|  | Ludodactylus   |
|  |                |

|  | Liaoningopterus                                                 |
|  |                                                                 |
|  | \| \| Cearadactylus \| \| \| \| \| \| Maaradactylus \| \| \| \| |
|  |                                                                 |
|  | Anhanguera                                                      |
|  |                                                                 |
|  | Cearadactylus                                                   |
|  |                                                                 |
|  | Maaradactylus                                                   |
|  |                                                                 |

|  | Cearadactylus |
|  |               |
|  | Maaradactylus |
|  |               |

In 2025 werd Cearadactylus een jonger synoniem geacht van Brasileodactylus.

## "Cearadactylus"ligabuei
In 1993 benoemde Fabio Marco Dalla Vecchia een tweede soort: Cearadactylus ligabuei. De soortaanduiding eert Giancarlo Ligabue, de directeur van het Centro Sudi Ricerche Ligabue in Venetië. Het holotype is CCSRL 12692/12713 en bestaat opnieuw uit een zwaar beschadigde kamloze schedel, 403 millimeter lang, die volgens een analyse van Kellner uit 1988 zelfs uit twee door handelaren in elkaar gelijmde individuen bestond (vandaar de dubbele registratienummers). Dalla Vecchia, hoewel denkend dat de stukken toch bij elkaar hoorden, was er in het geheel niet zeker van dat beide soorten, C. atrox en C. ligabuei, tot hetzelfde geslacht behoorden. De schedel was echter te slecht, zo meende hij, om een eigen geslacht te rechtvaardigen en te afwijkend om aan een al benoemde soort toe te wijzen; daarom schiep hij maar een nieuwe soort binnen het geslacht dat er, door de verwijding van de snuit en de grote voorste tanden, nog het meest op leek: Cearadactylus. Zo verbond hij de ene slecht bekende vorm met de andere; de meeste auteurs vermelden de soort dan ook met een "Cearadactylus" ligabuei, waarbij de aanhalingstekens aanduiden dat het vrijwel zeker niet om Cearadactylus gaat.
Volgens Dalla Vecchia had de soort een vlucht van zes meter, een zeer lange snuit en 22 paar tanden in de bovenkaken, erg veel voor een pterosauriër uit de Santanaformatie. Kellner wees erop dat dit alles zeer wel de artefacten zouden kunnen zijn geweest van het in elkaar lijmen van twee schedels en dat de spanwijdte niet groter lijkt te zijn geweest dan een meter of vijf.
Dalla Vecchia wees C. ligabuei toe aan de Cearadactylidae. Kellner oordeelde dat het materiaal tot een of ander lid van de Anhangueridae behoorde; Unwin schiep in 2002 zelfs een Anhanguera ligabuei. Volgens Lorna Steel in 2005 was het een Coloborhynchus ligabuei.